# Club Remo Olímpico Orio

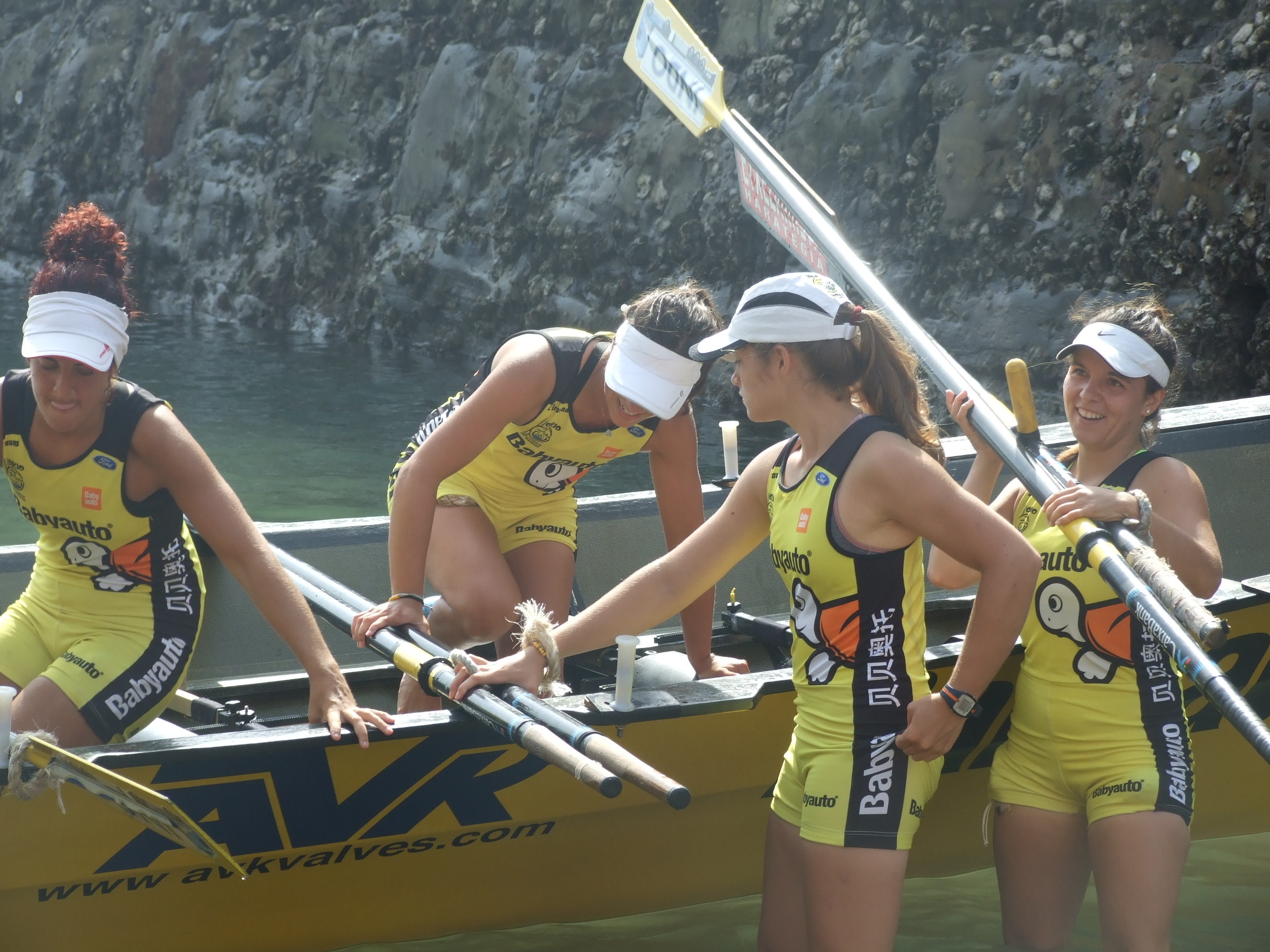
Trainera femenina de Orio en la bandera de la Concha 2016.

El Club Remo Olímpico Orio Arraunketa Elkartea es un club de remo con sede en la localidad guipuzcoana de Orio España. Pese a proceder de un pueblo de apenas 6000 habitantes se trata de la localidad más laureada del Cantábrico en competiciones de traineras.

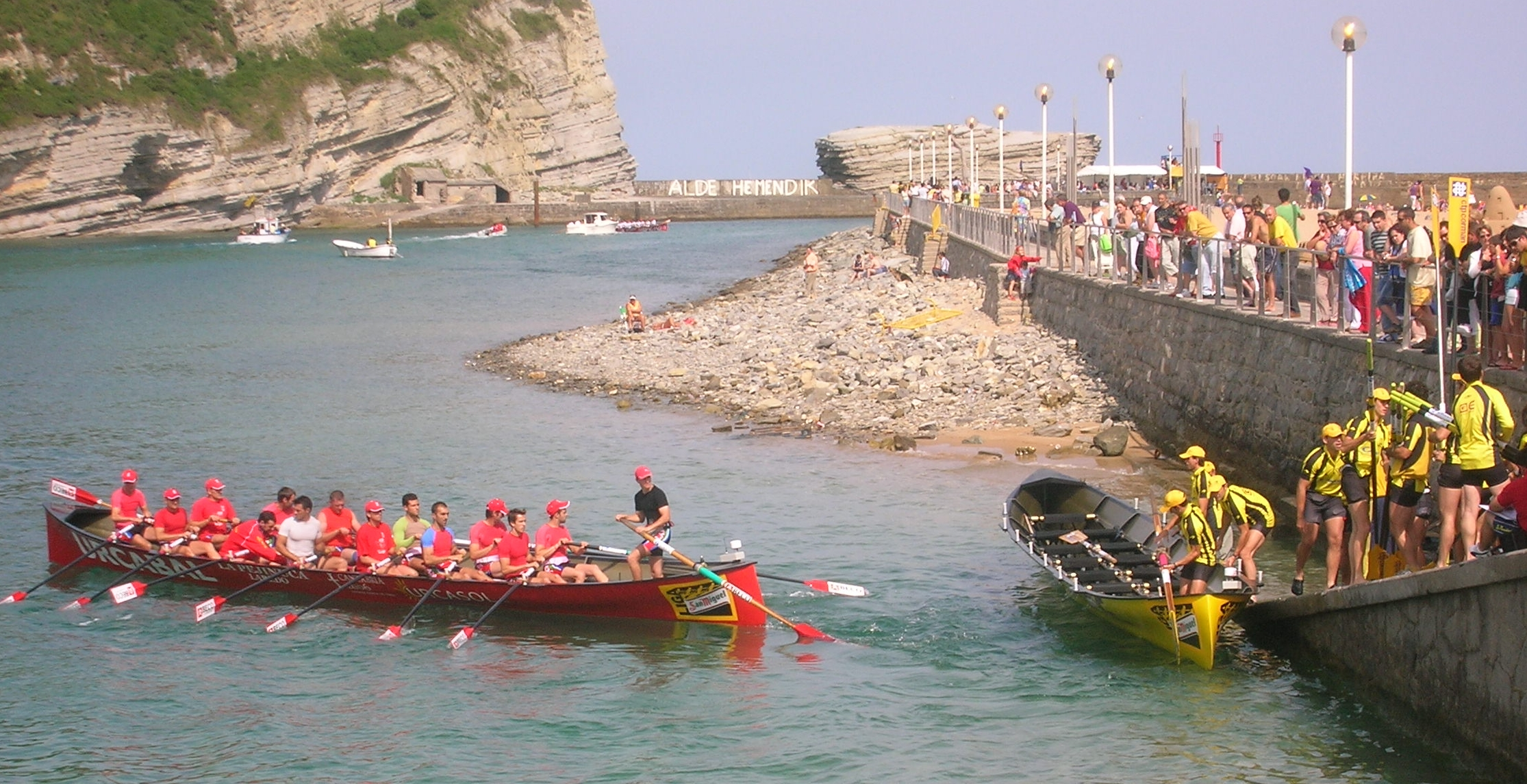
A la derecha, San Nicolás, la trainera que usaba Orio en 2007.

Trainera y remeros compiten vestidos de color amarillo y son conocidos con el apodo de mirotzak (aguiluchos), llevando su trainera también el nombre de esta ave en euskera, Mirotza.

## Historia
La primera participación documentada de una trainera oriotarra en una regata data de la Bandera de la Concha de 1879 donde quedó segunda.
En aquella la organización del equipo recaía en la Cofradía de Pescadores o en comisiones del ayuntamiento. Hasta junio de 1965 no se creó el Club de Remo Olímpico de Orio para desarrollar las actividades de remo olímpico y banco móvil.
En 1986 se inscribió en el Registro de Asociaciones Deportivas del País Vasco con el nombre en euskera Arraunketa Elkartea siendo oficialmente conocido desde entonces como Club Remo Olímpico Orio Arraunketa Elkartea (abreviado: C.R.O. ORIO A.E.).

## Palmarés
Competiciones nacionales
- 15 Campeonatos de España de Traineras: 1946, 1951, 1952, 1955, 1964, 1971, 1973, 1974, 1975, 1976, 1986, 1993, 1995, 1998 y 1999.
- 11 Campeonatos de España de Bateles.
- 8 Campeonatos de España de Trainerillas.
- 1 Campeonato de España de Llaut.
- 2 Campeonatos del Cantábrico.
- 3 Banderas de la Liga Vasca de Traineras.

Competiciones regionales
- 6 Campeonatos del País Vasco de traineras: 1995, 1997, 1998, 1999, 2001 y 2002.
- 29 Campeonatos del País Vasco de bateles.
- 12 Campeonatos del País Vasco de Trainerillas.

Competiciones provinciales
- 8 Campeonatos de Guipúzcoa de Traineras: 1973, 1980, 1982, 1998, 1999, 2001, 2002 y 2008.
- 44 Campeonatos de Guipúzcoa de Bateles.
- 18 Campeonatos de Guipúzcoa de Trainerillas.

Banderas
- 32 Banderas de la Concha: 1901, 1909, 1910, 1916, 1919, 1923, 1925, 1933, 1934, 1939, 1940, 1942, 1944, 1951, 1952, 1953, 1955, 1958, 1964, 1970, 1971, 1972, 1974, 1975, 1983, 1992, 1996, 1997, 1998, 2000, 2007 y 2017.
- 2 Banderas de Biárriz: 1909 y 1995.
- 5 Banderas de Bilbao: 1930, 1935, 1939, 1942 y 1943.
- 3 Banderas de Portugalete: 1934, 1983 y 2014.
- 1 Bandera del Abra: 1940.
- 4 Banderas de Santander: 1946, 1983, 1987 y 1991.
- 13 Banderas de Zarauz: 1952, 1955, 1983, 1993, 1995, 1998, 1999, 2000, 2001, 2002, 2006, 2010, 2017.
- 1 Bandera Fiestas de Pascua (C.A.T. - S.S.): 1955.
- 1 Gran Premio Arrigorripe (Ondárroa): 1955.
- 10 Grandes Premios Nervión-Ibaizabal: 1970, 1973, 1974, 1995, 1996, 1998, 1999, 2000, 2001 y 2002.
- 9 Banderas de Santoña: 1970, 1974, 1977, 1982, 1991, 1995, 1996, 1998 y 2008.
- 2 Banderas de Guetaria: 1972 y 1980.
- 1 Bandera de Beraún: 1973.
- 1 Regata Bodas de Oro de Kaiku: 1973.
- 5 Banderas Ciudad de Castro Urdiales: 1973, 1974, 2004, 2005 y 2007.
- 10 Banderas El Corte Inglés: 1975, 1991, 1995, 1996, 1997, 1998, 1999, 2000, 2003 y 2008.
- 2 Banderas Sansebastián-Pasajes: 1980 y 1982.
- 1 Bandera de Andoáin: 1981.
- 1 Bandera Marina de Cudeyo: 1982.
- 7 Banderas Villa de Bilbao: 1983, 1991, 1992, 1993, 1994 y 1995.
- 2 GP de Astillero: 1983 y 1984.
- 1 Bandera del Real Astillero de Guarnizo: 1984.
- 1 Bandera Conde de Fenosa (Meira): 1986.
- 6 Banderas de Guecho: 1991, 1992, 1993, 1997, 2001 y 2007.
- 7 Banderas de Bermeo: 1991, 1995, 1996, 1997, 1998, 2001 y 2003.
- 1 Bandera Príncipe de Asturias: 1991.
- 1 Bandera El Corte Inglés (Vigo): 1991.
- 2 Banderas Teresa Herrera (La Coruña): 1991 y 1992.
- 2 Banderas de Erandio: 1991 y 1992.
- 5 Banderas El Correo (Lequeitio): 1991, 1995, 1997, 1998 y 2001.
- 1 Bandera Expo - Sevilla 92: 1992.
- 1 Bandera Scania (P. San Pedro): 1992.
- 1 Bandera Diputación de Vizcayz (Plencia): 1992.
- 1 Bandera de San Juan de Luz: 1993.
- 5 Banderas de Orio: 1993, 1995, 1997, 1999, 2001 y 2012.
- 4 Banderas Petronor: 1994, 1997, 2000 y 2001.
- 1 Bandera San Andrés (Castro): 1994.
- 1 Bandera de Camargo: 1995.
- 1 Bandera de Ondárroa: 1996.
- 6 Banderas de Zumaya: 1998, 2000, 2001, 2002, 2006 y 2008.
- 4 Banderas de Elanchove: 1998, 2003, 2005 y 2006.
- 1 Bandera Centenario Club Marítimo del Abra (Las Arenas): 1998.
- 1 Bandera del Carmen (San Sebastián): 1998.
- 1 Bandera de El Diario Vasco (Orio): 1998.
- 1 Bandera de Telefónica (Guetaria): 1999.
- 2 Banderas de Santurce: 1996 y 2000.
- 1 Bandera Insalus (Lequeitio): 2002.
- 1 Bandera Telefónica de Bermeo: 2006.
- 1 Bandera Outón Xunqueiriña: 2007.
- 1 Bandera Concejo de Boiro: 2007.
- 1 Bandera de San Pedro: 2007.
- 1 Bandera de Bilbao: 2007.
- 1 Bandera de Telefónica: 2008.
- 1 Bandera de Pereira: 2008.
- 1 Bandera de Fuenterrabía: 2009.
- 1 Bandera de Sestao: 2017.
- 1 Copa de Plata de la Diputación de Vizcaya por ganar tres años consecutivos las Regatas del Abra.